# جون آي. كوكس
جون آي. كوكس (بالإنجليزية: John I. Cox)‏ (و. 1855 – 1946 م) هو سياسي، ومحامي، وقاضي أمريكي، ولد في مقاطعة سوليفان، كان عضوًا في الحزب الديمقراطي، توفي في أبينغدون، عن عمر يناهز 91 عاماً.

## مناصب
تولى منصب حاكم تينيسي ‏ (21 مارس 1905–17 يناير 1907)
- عضو مجلس نواب تينيسي ‏
- عضو مجلس ولاية تينيسي ‏
- Speaker of the Tennessee Senate ‏

.